# Zahčin
I Zahčin (mongolo: Захчин; in russo Захчины, Zahčiny), Zakhchin nella traslitterazione anglosassone, sono una tribù oirato-mongola che risiede nella Mongolia occidentale. Zahčin significa "gente di confine". Sono così chiamati perché hanno origine dalle guarnigioni di confine (soprattutto torgud, dôrvôd e ôôld) dell'impero zungaro. Parlavano originariamente il dialetto zahčin della lingua oirata, in realtà le vecchie generazioni usavano l'oirato puro, le nuove generazioni parlano un dialetto con forti influenze khalkha. La popolazione contava 29.800 individui nel 2000 e, secondo una stima, era di 31.196 nel 2007.